# 레옹 글로바츠키
레온 글로바츠키(프랑스어: Léon Glovacki, 1928년 2월 19일, 노르-파-드-칼레 지방 리베르쿠르 ~ 2009년 9월 9일, 주네브 주 주네브)는 프랑스의 전 축구 스트라이커이다.

## 사생활
글로바츠키는 프랑스의 폴란드 이민 가정 출신이다. 그는 1950년대 프랑스 국가대표팀의 주축 선수로 활약했다.